# Sebastes constellatus
Sebastes constellatus is een straalvinnige vissensoort uit de familie van schorpioenvissen (Sebastidae). De wetenschappelijke naam van de soort is voor het eerst geldig gepubliceerd in 1880 door Jordan & Gilbert.